# Octopus bimaculatus
Octopus bimaculatus es una especie de molusco cefalópodo de la familia Octopodidae.

## Descripción
Es un pulpo estrechamente emparentando con la especie Octopus bimaculoides, del que difiere por su mayor tamaño y por el menor tamaño de los huevos. El cuerpo mide unos 20 cm y los tentáculos hasta 80 cm.

## Distribución
Se distribuye en el Pacífico oriental, desde California, Estados Unidos, hasta el golfo de California, México.